# Gongbo'gyamda
Gongbo'gyamda (chữ Tạng: ཀོང་པོ་རྒྱ་མདའ་རྫོང་; Wylie: kong po rgya mda' rdzong; ZWPY: Gongbo'gyamda Zong; tiếng Trung: 工布江达县; bính âm: Gōngbùjiāngdá Xiàn, Hán Việt: Công Bố Giang Đạt huyện) là một huyện của địa khu Nyingchi (Lâm Tri), khu tự trị Tây Tạng, Trung Quốc. Điểm trung tâm của huyện cách 275 km về phía đông của Lhasa. Huyện có Hồ Basum Tso, một hồ nước trong xanh với độ cao 3700 mét trên mực nước biển. Gongbo'gyamda" có nghĩa là "dòng nước lớn của thung lũng" trong tiếng Tạng. Gongbo'gyamda nằm ở phía đông của khu tự trị Tây Tạng, phía nam của dãy núi Nyainqentanglha, phía bắc của sông Yarlung Tsangpo và thuộc vùng trung lưu của sông Nyang.

### Trấn
- Công Bố Giang Đạt (工布江达镇)
- Kim Đạt (金达镇)
- Ba Hà (巴河镇)

### Hương
- Thác Cao (错高乡)
- Chu Lạp (朱拉乡)
- Trọng Sa (仲莎乡)
- Giang Đạt (江达乡)
- Nương Bồ (娘蒲乡)
- Gia Hưng (加兴乡)